# 魯爾蒙德車站
魯爾蒙德車站（英語：Station Roermond）是位於荷蘭林堡省魯爾蒙德的鐵路車站，於1865年11月21日啟用，位於馬斯特里赫特－芬洛鐵路和韋爾特－魯爾蒙德鐵路上。火車服務由荷蘭鐵路和愛瑞發營運。該車站是林堡省第二繁忙的車站。